# Wereldbeker schansspringen 2018/2019
De wereldbeker schansspringen 2018/2019 (officieel: FIS Ski Jumping World Cup presented by Viessmann) ging van start op 16 november 2018 in het Poolse Wisła en eindigde op 24 maart 2019 in het Sloveense Planica.
Dit schansspringseizoen telde verschillende hoogtepunten, zo waren er de wereldkampioenschappen schansspringen en het Vierschansentoernooi. De schansspringer die op het einde van het seizoen de meeste punten had verzameld, won de algemene wereldbeker. De wedstrijden op de wereldkampioenschappen telden niet mee voor de algemene wereldbeker.

## Mannen

### Kalender
| Datum                                                                                      | Plaats                          | Schans                          | Opmerking                       | Eerste                                                                          | Tweede                                                                      | Derde                                                                    |
| ------------------------------------------------------------------------------------------ | ------------------------------- | ------------------------------- | ------------------------------- | ------------------------------------------------------------------------------- | --------------------------------------------------------------------------- | ------------------------------------------------------------------------ |
| 17/11/2018                                                                                 | Wisła                           | HS134                           | Team                            | Polen Piotr Żyła Jakub Wolny Dawid Kubacki Kamil Stoch                          | Duitsland Karl Geiger Markus Eisenbichler Stephan Leyhe Richard Freitag     | Oostenrijk Michael Hayböck Clemens Aigner Daniel Huber Stefan Kraft      |
| 18/11/2018                                                                                 | Wisła                           | HS134                           |                                 | Jevgeni Klimov                                                                  | Stephan Leyhe                                                               | Ryoyu Kobayashi                                                          |
| 24/11/2018                                                                                 | Kuusamo                         | HS142                           | Avond                           | Ryoyu Kobayashi                                                                 | Kamil Stoch                                                                 | Piotr Żyła                                                               |
| 25/11/2018                                                                                 | Kuusamo                         | HS142                           | Avond                           | Ryoyu Kobayashi                                                                 | Andreas Wellinger                                                           | Kamil Stoch                                                              |
| 01/12/2018                                                                                 | Nizjni Tagil                    | HS134                           |                                 | Johann André Forfang                                                            | Piotr Żyła                                                                  | Ryoyu Kobayashi                                                          |
| 02/12/2018                                                                                 | Nizjni Tagil                    | HS134                           |                                 | Ryoyu Kobayashi                                                                 | Johann André Forfang                                                        | Piotr Żyła                                                               |
| 08/12/2018                                                                                 | Titisee-Neustadt                | HS142                           | Team                            | Afgelast                                                                        | Afgelast                                                                    | Afgelast                                                                 |
| 09/12/2018                                                                                 | Titisee-Neustadt                | HS142                           |                                 | Afgelast                                                                        | Afgelast                                                                    | Afgelast                                                                 |
| 15/12/2017                                                                                 | Engelberg                       | HS140                           |                                 | Karl Geiger                                                                     | Piotr Żyła                                                                  | Daniel Huber                                                             |
| 16/12/2017                                                                                 | Engelberg                       | HS140                           |                                 | Ryoyu Kobayashi                                                                 | Piotr Żyła                                                                  | Kamil Stoch                                                              |
| Vierschansentoernooi 2019                                                                  |                                 |                                 |                                 |                                                                                 |                                                                             |                                                                          |
| 30/12/2018                                                                                 | Oberstdorf                      | HS137                           |                                 | Ryoyu Kobayashi                                                                 | Markus Eisenbichler                                                         | Stefan Kraft                                                             |
| 01/01/2019                                                                                 | Garmisch-Partenkirchen          | HS140                           |                                 | Ryoyu Kobayashi                                                                 | Markus Eisenbichler                                                         | Dawid Kubacki                                                            |
| 04/01/2019                                                                                 | Innsbruck                       | HS130                           |                                 | Ryoyu Kobayashi                                                                 | Stefan Kraft                                                                | Andreas Stjernen                                                         |
| 06/01/2019                                                                                 | Bischofshofen                   | HS140                           |                                 | Ryoyu Kobayashi                                                                 | Dawid Kubacki                                                               | Stefan Kraft                                                             |
| Eindstand Vierschansentoernooi:                                                            | Eindstand Vierschansentoernooi: | Eindstand Vierschansentoernooi: | Eindstand Vierschansentoernooi: | Ryoyu Kobayashi                                                                 | Markus Eisenbichler                                                         | Stephan Leyhe                                                            |
| 12/01/2019                                                                                 | Val di Fiemme                   | HS135                           |                                 | Ryoyu Kobayashi                                                                 | Dawid Kubacki                                                               | Kamil Stoch                                                              |
| 13/01/2019                                                                                 | Val di Fiemme                   | HS135                           |                                 | Dawid Kubacki                                                                   | Stefan Kraft                                                                | Kamil Stoch                                                              |
| 19/01/2019                                                                                 | Zakopane                        | HS134                           | Team                            | Duitsland Karl Geiger Markus Eisenbichler David Siegel Stephan Leyhe            | Oostenrijk Daniel Huber Jan Hörl Michael Hayböck Stefan Kraft               | Polen Piotr Żyła Maciej Kot Kamil Stoch Dawid Kubacki                    |
| 20/01/2019                                                                                 | Zakopane                        | HS134                           |                                 | Stefan Kraft                                                                    | Robert Johansson                                                            | Yukiya Sato                                                              |
| 26/01/2019                                                                                 | Sapporo                         | HS134                           |                                 | Stefan Kraft                                                                    | Kamil Stoch                                                                 | Robert Johansson                                                         |
| 27/01/2019                                                                                 | Sapporo                         | HS134                           |                                 | Stefan Kraft                                                                    | Timi Zajc                                                                   | Ryoyu Kobayashi                                                          |
| 02/02/2019                                                                                 | Oberstdorf                      | HS213                           |                                 | Ryoyu Kobayashi                                                                 | Markus Eisenbichler                                                         | Stefan Kraft                                                             |
| 03/02/2019                                                                                 | Oberstdorf                      | HS213                           |                                 | Kamil Stoch                                                                     | Jevgeni Klimov                                                              | Dawid Kubacki                                                            |
| 09/02/2019                                                                                 | Lahti                           | HS130                           | Team                            | Oostenrijk Philip Aschenwald Gregor Schlierenzauer Michael Hayböck Stefan Kraft | Duitsland Karl Geiger Richard Freitag Andreas Wellinger Stephan Leyhe       | Japan Yukiya Sato Daiki Ito Junshiro Kobayashi Ryoyu Kobayashi           |
| 10/02/2019                                                                                 | Lahti                           | HS130                           |                                 | Kamil Stoch                                                                     | Ryoyu Kobayashi                                                             | Robert Johansson                                                         |
| Willingen Five 2019                                                                        |                                 |                                 |                                 |                                                                                 |                                                                             |                                                                          |
| 15/02/2019                                                                                 | Willingen                       | HS145                           |                                 | Polen Piotr Żyła Jakub Wolny Dawid Kubacki Kamil Stoch                          | Duitsland Karl Geiger Richard Freitag Markus Eisenbichler Stephan Leyhe     | Slovenië Anže Semenič Peter Prevc Jernej Damjan Timi Zajc                |
| 16/02/2019                                                                                 | Willingen                       | HS145                           |                                 | Karl Geiger                                                                     | Kamil Stoch                                                                 | Ryoyu Kobayashi                                                          |
| 17/02/2019                                                                                 | Willingen                       | HS145                           |                                 | Ryoyu Kobayashi                                                                 | Markus Eisenbichler                                                         | Piotr Żyła                                                               |
| Eindstand Willingen Five:                                                                  | Eindstand Willingen Five:       | Eindstand Willingen Five:       | Eindstand Willingen Five:       | Ryoyu Kobayashi                                                                 | Piotr Żyła                                                                  | Karl Geiger                                                              |
| 20 februari tot en met 3 maart 2019: Wereldkampioenschappen schansspringen 2019 in Seefeld |                                 |                                 |                                 |                                                                                 |                                                                             |                                                                          |
| Raw Air 2019                                                                               |                                 |                                 |                                 |                                                                                 |                                                                             |                                                                          |
| 09/03/2019                                                                                 | Oslo                            | HS134                           | Team                            | Noorwegen Johann André Forfang Robin Pedersen Marius Lindvik Robert Johansson   | Japan Yukiya Sato Noriaki Kasai Junshiro Kobayashi Ryoyu Kobayashi          | Oostenrijk Michael Hayböck Manuel Fettner Philip Aschenwald Stefan Kraft |
| 10/03/2019                                                                                 | Oslo                            | HS134                           |                                 | Robert Johansson                                                                | Stefan Kraft                                                                | Peter Prevc                                                              |
| 12/03/2019                                                                                 | Lillehammer                     | HS138                           | Avond                           | Stefan Kraft                                                                    | Robert Johansson                                                            | Ryoyu Kobayashi                                                          |
| 14/03/2019                                                                                 | Trondheim                       | HS138                           |                                 | Ryoyu Kobayashi                                                                 | Andreas Stjernen                                                            | Stefan Kraft                                                             |
| 16/03/2019                                                                                 | Vikersund                       | HS240                           | Team                            | Slovenië Anže Semenič Peter Prevc Domen Prevc Timi Zajc                         | Duitsland Constantin Schmid Richard Freitag Karl Geiger Markus Eisenbichler | Oostenrijk Michael Hayböck Philip Aschenwald Daniel Huber Stefan Kraft   |
| 17/03/2019                                                                                 | Vikersund                       | HS240                           |                                 | Domen Prevc                                                                     | Ryoyu Kobayashi                                                             | Stefan Kraft                                                             |
| Eindklassement Raw Air:                                                                    | Eindklassement Raw Air:         | Eindklassement Raw Air:         | Eindklassement Raw Air:         | Ryoyu Kobayashi                                                                 | Stefan Kraft                                                                | Robert Johansson                                                         |
| Planica 7 2019                                                                             |                                 |                                 |                                 |                                                                                 |                                                                             |                                                                          |
| 22/03/2019                                                                                 | Planica                         | HS240                           |                                 | Markus Eisenbichler                                                             | Ryoyu Kobayashi                                                             | Piotr Żyła                                                               |
| 23/03/2019                                                                                 | Planica                         | HS240                           | Team                            | Polen Jakub Wolny Kamil Stoch Dawid Kubacki Piotr Żyła                          | Duitsland Karl Geiger Constantin Schmid Richard Freitag Markus Eisenbichler | Slovenië Anže Semenič Peter Prevc Domen Prevc Timi Zajc                  |
| 24/03/2019                                                                                 | Planica                         | HS240                           |                                 | Ryoyu Kobayashi                                                                 | Domen Prevc                                                                 | Markus Eisenbichler                                                      |
| Eindklassement Planica 7:                                                                  | Eindklassement Planica 7:       | Eindklassement Planica 7:       | Eindklassement Planica 7:       | Ryoyu Kobayashi                                                                 | Markus Eisenbichler                                                         | Timi Zajc                                                                |

### Eindstanden
| Wereldbeker algemeen | Wereldbeker algemeen | Wereldbeker algemeen | Wereldbeker algemeen |
| #                    | Naam                 | Land                 | Punten               |
| -------------------- | -------------------- | -------------------- | -------------------- |
| 1                    | Ryoyu Kobayashi      | JPN                  | 2085                 |
| 2                    | Stefan Kraft         | AUT                  | 1349                 |
| 3                    | Kamil Stoch          | POL                  | 1288                 |
| 4                    | Piotr Żyła           | POL                  | 1131                 |
| 5                    | Dawid Kubacki        | POL                  | 988                  |
| 6                    | Robert Johansson     | NOR                  | 974                  |
| 7                    | Markus Eisenbichler  | GER                  | 937                  |
| 8                    | Johann André Forfang | NOR                  | 892                  |
| 9                    | Timi Zajc            | SLO                  | 833                  |
| 10                   | Karl Geiger          | GER                  | 765                  |

| Wereldbeker skivliegen | Wereldbeker skivliegen | Wereldbeker skivliegen | Wereldbeker skivliegen |
| #                      | Naam                   | Land                   | Punten                 |
| ---------------------- | ---------------------- | ---------------------- | ---------------------- |
| 1                      | Ryoyu Kobayashi        | JPN                    | 407                    |
| 2                      | Markus Eisenbichler    | GER                    | 371                    |
| 3                      | Piotr Żyła             | POL                    | 289                    |
| 4                      | Domen Prevc            | SLO                    | 271                    |
| 5                      | Dawid Kubacki          | POL                    | 251                    |
| 6                      | Timi Zajc              | SLO                    | 250                    |
| 7                      | Kamil Stoch            | POL                    | 244                    |
| 8                      | Stefan Kraft           | AUT                    | 228                    |
| 9                      | Johann André Forfang   | NOR                    | 200                    |
| 10                     | Jevgeni Klimov         | RUS                    | 158                    |

## Vrouwen

### Kalender
| Datum                                                                                      | Plaats                             | Schans                             | Opmerking                          | Eerste                                                                  | Tweede                                                                                  | Derde                                                                      |
| ------------------------------------------------------------------------------------------ | ---------------------------------- | ---------------------------------- | ---------------------------------- | ----------------------------------------------------------------------- | --------------------------------------------------------------------------------------- | -------------------------------------------------------------------------- |
| Lillehammer-Triple                                                                         |                                    |                                    |                                    |                                                                         |                                                                                         |                                                                            |
| 30/11/2018                                                                                 | Lillehammer                        | HS98                               |                                    | Juliane Seyfarth                                                        | Maren Lundby                                                                            | Sara Takanashi                                                             |
| 01/12/2018                                                                                 | Lillehammer                        | HS98                               |                                    | Lidia Jakovleva                                                         | Maren Lundby                                                                            | Ema Klinec                                                                 |
| 02/12/2018                                                                                 | Lillehammer                        | HS140                              |                                    | Katharina Althaus                                                       | Ramona Straub                                                                           | Daniela Iraschko-Stolz                                                     |
| Eindklassement Lillehammer-Triple:                                                         | Eindklassement Lillehammer-Triple: | Eindklassement Lillehammer-Triple: | Eindklassement Lillehammer-Triple: | Katharina Althaus                                                       | Juliane Seyfarth                                                                        | Ramona Straub                                                              |
| 09/12/2018                                                                                 | Titisee-Neustadt                   | HS142                              |                                    | Afgelast                                                                | Afgelast                                                                                | Afgelast                                                                   |
| 15/12/2018                                                                                 | Prémanon                           | HS90                               |                                    | Katharina Althaus                                                       | Sara Takanashi                                                                          | Ema Klinec                                                                 |
| 16/12/2018                                                                                 | Prémanon                           | HS90                               |                                    | Katharina Althaus                                                       | Maren Lundby                                                                            | Sara Takanashi                                                             |
| 12/01/2019                                                                                 | Sapporo                            | HS137                              |                                    | Daniela Iraschko-Stolz                                                  | Juliane Seyfarth                                                                        | Maren Lundby                                                               |
| 13/01/2019                                                                                 | Sapporo                            | HS137                              |                                    | Maren Lundby                                                            | Katharina Althaus                                                                       | Juliane Seyfarth                                                           |
| 18/01/2019                                                                                 | Yamagata                           | HS102                              |                                    | Daniela Iraschko-Stolz                                                  | Sara Takanashi                                                                          | Katharina Althaus                                                          |
| 19/01/2019                                                                                 | Yamagata                           | HS102                              | Team                               | Duitsland Juliane Seyfarth Ramona Straub Carina Vogt Katharina Althaus  | Oostenrijk Jacqueline Seifriedsberger Eva Pinkelnig Chiara Hölzl Daniela Iraschko-Stolz | Japan Yuki Ito Yuka Seto Kaori Iwabuchi Sara Takanashi                     |
| 20/01/2019                                                                                 | Yamagata                           | HS102                              |                                    | Maren Lundby                                                            | Anna Odine Strøm                                                                        | Carina Vogt                                                                |
| 26/01/2019                                                                                 | Râșnov                             | HS100                              |                                    | Maren Lundby                                                            | Katharina Althaus                                                                       | Sara Takanashi                                                             |
| 27/01/2019                                                                                 | Râșnov                             | HS100                              |                                    | Maren Lundby                                                            | Carina Vogt                                                                             | Juliane Seyfarth                                                           |
| 02/02/2019                                                                                 | Hinzenbach                         | HS94                               |                                    | Maren Lundby                                                            | Juliane Seyfarth                                                                        | Katharina Althaus                                                          |
| 03/02/2019                                                                                 | Hinzenbach                         | HS94                               |                                    | Maren Lundby                                                            | Sara Takanashi                                                                          | Katharina Althaus                                                          |
| 08/02/2019                                                                                 | Ljubno                             | HS94                               |                                    | Maren Lundby                                                            | Sara Takanashi                                                                          | Urša Bogataj                                                               |
| 09/02/2019                                                                                 | Ljubno                             | HS94                               | Team                               | Duitsland Carina Vogt Anna Rupprecht Juliane Seyfarth Katharina Althaus | Slovenië Jerneja Brecl Špela Rogelj Nika Križnar Urša Bogataj                           | Oostenrijk Jacqueline Seifriedsberger Lisa Eder Chiara Hölzl Eva Pinkelnig |
| 10/02/2019                                                                                 | Ljubno                             | HS94                               |                                    | Sara Takanashi                                                          | Maren Lundby                                                                            | Juliane Seyfarth                                                           |
| 16/02/2019                                                                                 | Oberstdorf                         | HS137                              |                                    | Maren Lundby                                                            | Katharina Althaus                                                                       | Urša Bogataj                                                               |
| 17/02/2019                                                                                 | Oberstdorf                         | HS137                              |                                    | Maren Lundby                                                            | Juliane Seyfarth                                                                        | Sara Takanashi                                                             |
| 20 februari tot en met 3 maart 2019: Wereldkampioenschappen schansspringen 2019 in Seefeld |                                    |                                    |                                    |                                                                         |                                                                                         |                                                                            |
| Raw Air 2019                                                                               |                                    |                                    |                                    |                                                                         |                                                                                         |                                                                            |
| 10/03/2019                                                                                 | Oslo                               | HS134                              |                                    | Daniela Iraschko-Stolz                                                  | Juliane Seyfarth                                                                        | Katharina Althaus                                                          |
| 12/03/2019                                                                                 | Lillehammer                        | HS138                              | Avond                              | Maren Lundby                                                            | Katharina Althaus                                                                       | Eva Pinkelnig                                                              |
| 14/03/2019                                                                                 | Trondheim                          | HS138                              |                                    | Maren Lundby                                                            | Juliane Seyfarth                                                                        | Eva Pinkelnig                                                              |
| Eindklassement Raw Air:                                                                    | Eindklassement Raw Air:            | Eindklassement Raw Air:            | Eindklassement Raw Air:            | Maren Lundby                                                            | Katharina Althaus                                                                       | Juliane Seyfarth                                                           |
| Blue Bird Tour 2019                                                                        |                                    |                                    |                                    |                                                                         |                                                                                         |                                                                            |
| 16/03/2019                                                                                 | Nizjni Tagil                       | HS97                               |                                    | Juliane Seyfarth                                                        | Maren Lundby                                                                            | Anna Odine Strøm                                                           |
| 17/03/2019                                                                                 | Nizjni Tagil                       | HS97                               |                                    | Juliane Seyfarth                                                        | Maren Lundby                                                                            | Katharina Althaus                                                          |
| 23/03/2019                                                                                 | Tsjajkovski                        | HS102                              |                                    | Juliane Seyfarth                                                        | Katharina Althaus                                                                       | Sara Takanashi                                                             |
| 24/03/2019                                                                                 | Tsjajkovski                        | HS140                              |                                    | Maren Lundby                                                            | Juliane Seyfarth                                                                        | Nika Križnar                                                               |
| Eindklassement Blue Bird Tour:                                                             | Eindklassement Blue Bird Tour:     | Eindklassement Blue Bird Tour:     | Eindklassement Blue Bird Tour:     | Juliane Seyfarth                                                        | Maren Lundby                                                                            | Katharina Althaus                                                          |

### Eindstand
| #  | Naam                   | Land | Punten |
| -- | ---------------------- | ---- | ------ |
| 1  | Maren Lundby           | NOR  | 1909   |
| 2  | Katharina Althaus      | GER  | 1493   |
| 3  | Juliane Seyfarth       | GER  | 1451   |
| 4  | Sara Takanashi         | JPN  | 1190   |
| 5  | Nika Križnar           | SLO  | 826    |
| 6  | Eva Pinkelnig          | AUT  | 825    |
| 7  | Anna Odine Strøm       | NOR  | 717    |
| 8  | Daniela Iraschko-Stolz | AUT  | 701    |
| 9  | Carina Vogt            | GER  | 686    |
| 10 | Chiara Hölzl           | AUT  | 644    |

## Uitzendrechten
- Canada: CBC Sports[2]
- Duitsland: ARD/ZDF[3]
- Finland: Yle
- Nederland: Eurosport
- Noorwegen: NRK
- Zweden: SVT[4][5]
- Zwitserland: SRG SSR[6]